# Tölgyilonca
A tölgyilonca (Tortrix viridana) a valódi lepkék alrendjébe tartozó sodrólepkefélék (Tortricidae) családjának egyik legelterjedtebb faja; közismert erdőgazdasági kártevő.

## Elterjedése, élőhelye
Európában, Kis-Ázsiában és Észak-Afrikában terjedt el. A Kárpát-medencében megtalálható mindenütt, ahol van tölgyfa a közelben.

## Megjelenése
Közepes termetű molylepke. Elülső pár szárnya és tora mintázatlan világoszöld, hátsó szárnya és potroha sárgásfehér, illetve fényes halványszürke. Szárnyának fesztávolsága 16–24 mm. A hernyó feketészöld.

## Életmódja
Hernyója a tölgyfa elterjedt kártevője. Egy évben egy nemzedéke kel ki. A nyár elején rakják le petéiket, amik áttelelnek. A hernyók március–áprilisban kelnek ki, és utána (többnyire csoportosan) berágják magukat a rügyekbe. Később összeszövik a fiatal leveleket, és úgy eszik azokat, majd az összesodort levelek között bábozódnak. A rajzás május végén–június elején szokásos.
Fő tápnövényei a különféle tölgyfajok; közismert magyar neve is ebből származik.
Kifejlődhet számos más lombos fán is:
- nyárfa (Populus sp.),
- nyír (Betula sp.),
- juhar (Acer sp.),
- bükk (Fagus sp.).

Egyes megfigyelők szerint lágy szárú növényeken, például a nagyezerjófűn (Dyctamnus albus) is megél. Az öreg tölgyfákban több kárt okoz, mint a fiatalokban.
A Kárpát-medencében tömegszaporodása 4–5 évenként következik be, és olyankor más sodrómolyfajokkal, mindenekelőtt a tölgylevélsodrómollyal (Aleimma loefflingianum) közösen nagy károkat okozhat – ezt nevezik erdészek „sodrómoly-együttesnek”. A tarra rágott tölgy később újra kizöldülhet. A hideg, esős tavasz és a késői fagyok erősen megritkíthatják a hernyókat.